# 光陵女子短期大学
光陵女子短期大学（こうりょうじょしたんきだいがく、英語: Koryo International College）は、愛知県日進市米野木町三ヶ峯に本部を置いていた日本の私立大学である。1982年に設置され、2012年に廃止された。大学の略称は光陵。

## 概観

### 大学全体
- 愛知県日進市に所在した日本の私立短期大学で、設置主体は学校法人栗本学園[1]。
- 1982年に開学。学科数は当初と同じ1学科で入学総定員は150名。一時的に臨時定員増により350名体制となるも、再び減員となり最終的には100名体制に減員。
- 2009年度の入学生を最後に[注釈 2]、短期大学としての使命を終える[注釈 3]。

### 建学の精神（校訓・理念・学是）
- 「女性の新しい生き方を支援する教育の実践」が光陵女子短期大学の建学の精神となっていた。

### 教育および研究
- 留学・異文化体験があった。

### 学風および特色
- 国際社会として必要な教養と、実社会で有用な能力の養成が特色となっていた。名古屋商科大学と同じキャンパスにあり、自立した女性を育成する教育方針の下、地元の一般企業やエアライン系などへの高い就職実績を持っていた。

## 沿革
- 1982年
  - 1月16日 左記を以て文部省[注 1]より短期大学の設置が認可される[注 2]。
  - 4月1日 光陵女子短期大学が以下の学科体制にて開学する。カナダ・ビクトリア大学と留学提携を行なう。
    - 国際教養学科  入学定員150名

  - 5月1日 学生数[6]/定員
    - 国際教養学科 66[注釈 4]/150[7]
- 1986年
  - 4月1日 専攻科に以下の専攻課程を置く[8]。
    - 国際教養学専攻 入学定員15名

  - 同 国際教養学科の入学定員を150[9]→250[10]に増員[注 3]
  - 5月1日 学生数[13]/定員
    - 国際教養学科 381[注釈 4]/400
- 1988年
  - 海外留学派遣生奨励制度発足。カナダ・ランドルフメイコン女子大学と留学提携
- 1991年
  - 4月1日 国際教養学科の入学定員を250[14]→350[15]に増員[注 4]。
- 1991年
  - 5月1日 学生数[18]/定員
    - 国際教養学科 711[注釈 4]/600
- 1992年
  - 4月1日 専攻科が大学評価・学位授与機構に認定される。イギリスヨーク大学と留学提携（英国・ヨーク大学研修開始）授業調査開始
  - 5月1日 学生数[注 5]/定員
    - 国際教養学科 756[注釈 4]/700
- 1995年
  - 英国・クィーンズ大学英国校と留学提携
- 1997年
  - パソコン無償譲渡制度を開始。英国・エジンバラ大学と留学提携
- 1998年
  - 4月1日 国際教養学科の入学定員を350→250に減員[21]。
  - 新留学制度（フロンティア・スピリット・プログラム）発足。放送大学との単位互換協定
- 1999年
  - 英国・サルフォード大学と留学提携
- 1999年
  - 5月1日 学生数[22]/定員
    - 国際教養学科 270[注釈 4]/500
- 2000年
  - 国際ボランティアプロジェクト導入。
- 2001年
  - 4月1日 この年度の入学生より旧来の国際教養学科を以下の通り改組[23]。
  - 国際コミュニケーション学科（英語コミュニケーションコース、情報コミュニケーションコース）とする。英国・マンチェスター工科大学と留学提携
- 2003年
  - 心理コミュニケーションコース、メディアコミュニケーションコース開設。
- 2004年
  - 3月31日 左記をもって旧来の国際教養学科を正式に廃止となる[24]。
  - 4月1日 国際コミュニケーション学科の入学定員を150→100に減員[24]。
- 2005年
  - 留学コースを設置
- 2007年
  - 財団法人短期大学基準協会による第三者評価の結果、適格と認定される。
- 2008年
  - 教養・秘書コースを設置。
- 2009年
  - 4月1日 子ども心理コースを設置。
  - 同 この年度で学生募集を最終とする[注釈 2]。
- 2012年
  - 10月12日 左記をもって正式に廃止となる[注釈 3]。

## 基礎データ

### 所在地
- 愛知県日進市米野木町三ヶ峯[注釈 1]

### 組織

#### 学科
- 国際コミュニケーション学科 入学定員100名[注 6]

#### コース
- 教養秘書コース
- 子ども心理コース
- 留学コース
- 英語コース
- 情報メディアコース

#### 専攻科
- 国際教養学専攻 入学定員15名[26]

#### 取得資格について
- TOEFL・TOEICなどビジネスに関する民間資格の取得支援が行なわれていた。かつて、国際コミュニケーション学科の前身である国際教養学科においては、中学校教諭二種免許状（英語）の取得が可能であった[27]。

#### 附属機関
- 中央情報センター（図書館）が学内にあった。

### 研究
- 『光陵女子短期大学研究紀要』[28]

## 学生生活

### 部活動・クラブ活動・サークル活動
- 名古屋商科大学と同じキャンパスにあるため、合同で活動していた。そのため、体育系・文化系を含めて数多くのクラブがあった。

## 学園祭
- 三ヶ峯祭（名古屋商科大学と共催、例年10月第3週に開催）
  - 毎年著名なアーティストやタレントを招聘するため、ライブ等は学外者の訪問が多い。例えば2002年はEXILE、2003年はDA PUMP、2004年は大塚愛、2005年はロードオブメジャー、2006年はYUI、2007年は土屋アンナ、2008年は中川翔子、DAIGO、2009年はFUNKY MONKEY BABYSのライブが行われた。
- 後夜祭（名古屋商科大学と共催、三ヶ峯祭終了後開催）

## 施設

### キャンパス
- 交通アクセス：愛知高速交通東部丘陵線公園西駅から名鉄バスを利用するのが最も便利であった。ほか、名鉄豊田線赤池駅・米野木駅から同バスを利用することもできた。
- 自家用車の利用：学内に学生駐車場が整備されており、自動車・二輪のいずれも可能。遠隔地にあることもあり、朝夕は周辺道路が混雑するほどであった。

### 学生食堂
- 学内にあった。

### 他大学との協定
- ビクトリア大学
- ランドルフメイコン女子大学
- ヨーク大学
- エジンバラ大学
- サルフォード大学
- マンチェスター工科大学

### 系列校
- 名古屋商科大学
- 光陵短期大学